# Langenzell

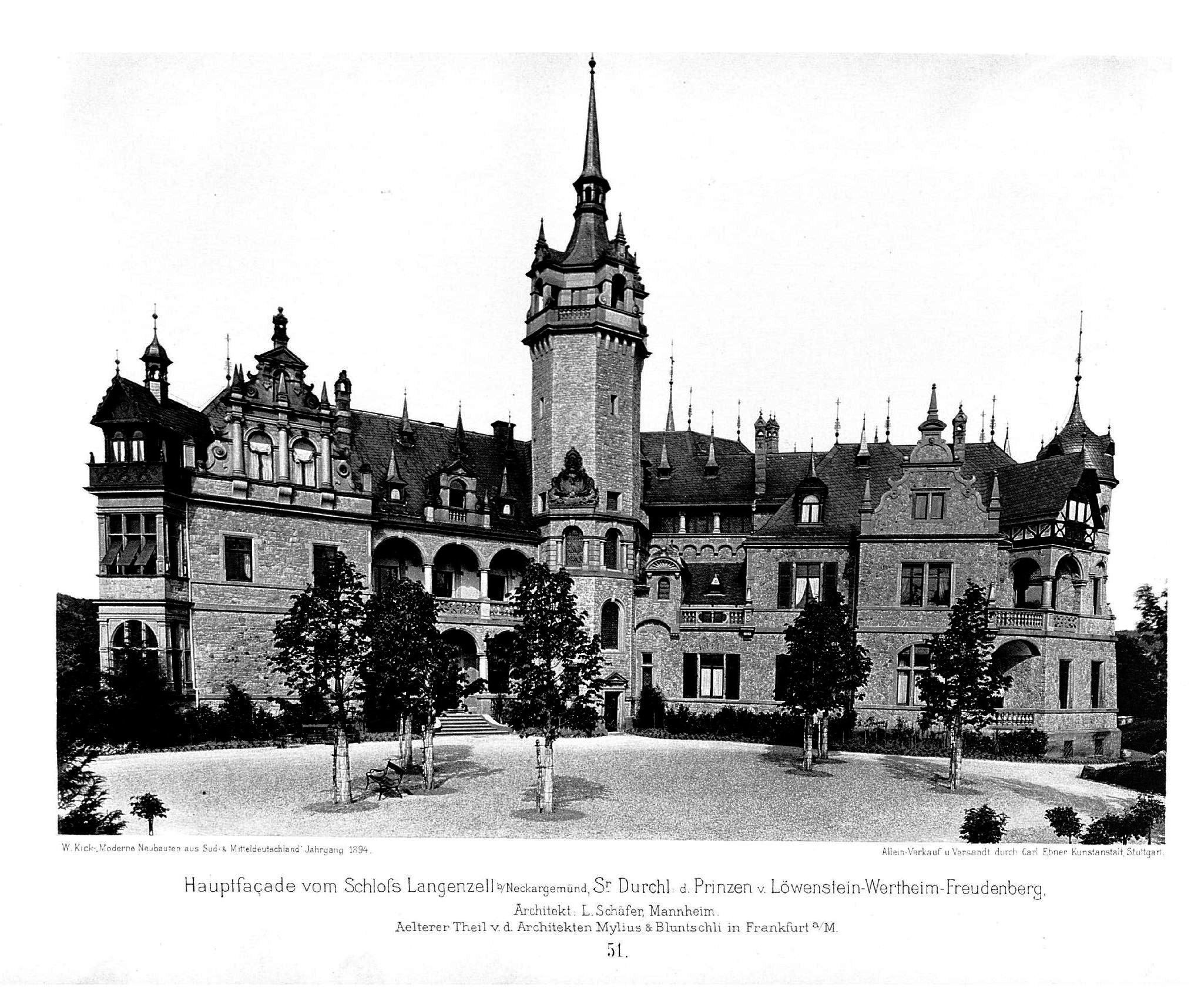
Zámek Langenzell (1895)

Langenzell je zámek ležící zhruba 2 km východně od Wiesenbachu, nedaleko Heidelbergu. Roku 1883 jej nechali zbudovat, jako své nové sídlo, princ Alfred zu Löwenstein-Wertheim-Freudenberg a jeho manželka Pauline von Reichenbach-Lessonitz.
V současné době v něm sídlí firma na výrobu elektroniky pro nevidomé, Baum Elektronik GmbH, a působla zde také Akademie bojových umění, kterou zde provozuje Keith Kernspecht.
Zámek má nového majitele, EWTO se odstehovalo do jiných prostor.